# Jean-Louis Bédouin
Jean-Louis Bedouin (1929 Neuilly-sur-Seine (Seine) – 2. října 1996 Paříž) byl francouzský básník, teoretik, historik a tvůrce objektů.

## Život
V roce 1947 se setkal s André Bretonem a od té doby se účastnil kolektivní činnosti pařížské surrealistické skupiny (mj. vydávání časopisu Néon, nebo vydání sborníku Almanach surréaliste du demi-siècle). V roce 1950 vydal jednu z prvních knih věnovaných André Bretonovi. V roce 1952 spolu s Michelem Zimbaccou a Benjaminem Péretem, natočil film L'invention du monde.
Svoji stěžejní knihu Dvacet let surrealismu (1939-1959) vydal v roce 1961 a v roce 1964 Antologii surrealistické poezie.
Založil s Vincentem Bounourem, Jeanem Benoîtem, Jorge Camachem, Joyce Mansourovou a Michelem Zimbaccou BLS (Bulletin de Liaision surréaliste), který od roku 1970 do roku 1976 podával zprávy o výzkumu těch, kteří se rozhodli pokračovat v surrealistickém dobrodružství v součinnosti s československou surrealistickou skupinou. Podílel se i na přípravě časopisu Surréalisme v roce 1977 a přispěl do sborníku Surrealistická civilisace, uspořádaném Vincentem Bounourem. Od roku 1978 spolupracoval s hnutím Phases.
V roce 1974 vytvořil s malířem Guy Hallartem bibliofilní sérii "piktogramů-básní" nazvanou L'abre descend du singe 

## Dílo
- 1950 André Breton (kolekce Básníci dneška), Seghers, Paříž
- 1951 Noir d'ivoire, Hoa-Qui, Paříž
- 1961 Vingt ans de surréalisme 1939-1959, Denoël, Paříž
- 1961 Benjamin Péret,Seghers, Paříž
- 1963 Victor Segalen, Seghers, Paříž
- 1967 Libre espace, Seghers, Paříž
- 1959 L'invenzione del mondo, Schwarz, Milano
- 1961 Les masques, P.U.F. Paříž
- 1975 Oú le feu couve. B.L.S., Paříž
- 1977 Sans cesse en rond, (cycle d'interpretation de M. Stejskal), Surréalisme, Savelli, Paříž
- 1978 Les objets desorientés (text J. Baron), katalog expozice v Galerii Poisson d'or, Paříž